# Ask et Embla
Vous lisez un « bon article » labellisé en 2018.
Pour les articles homonymes, voir Ask et Embla.
Ask et Embla (Askr ok Embla en vieux norrois) sont, dans la mythologie nordique, respectivement le premier homme et la première femme créés par les dieux. Le couple est attesté à la fois dans l’Edda Sæmundar, compilation du XIIIe siècle de différents poèmes primitifs traditionnels, et dans l’Edda de Snorri écrite par Snorri Sturluson à partir de 1220. Dans ces deux sources, trois dieux, dont Odin, trouvent Ask et Embla — deux arbres — et leur accordent différents dons physiques et spirituels.
La légende a été expliquée par la conception indo-européenne de l'origine végétale des hommes. La culture populaire fait également parfois référence à eux.

## Étymologie
En vieux norrois, askr signifie littéralement « frêne ». L'étymologie de embla est quant à elle incertaine et deux significations possibles sont généralement proposées. La première possibilité, « orme », est problématique car elle s'obtient en dérivant Elm-la en Almilōn puis en almr, ce qui signifie « orme ». La deuxième suggestion consiste à rapprocher le terme de Ambilō, lequel est lié au grec ἄμπελος / ámpelos, ce dernier signifiant « plante grimpante », « liane » ou « sarment de vigne » et pouvant faire référence au mythe grec d'Ampélos. Un certain nombre de théories sur ces deux personnages dérive de cette dernière étymologie.

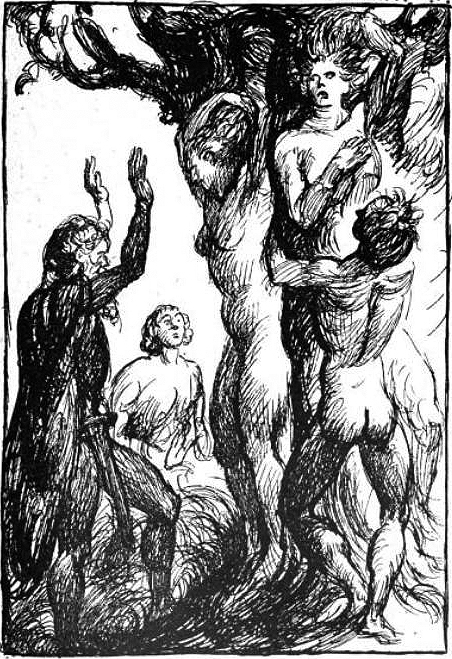
Une représentation d'Ask et Embla par Robert Engels (1919).

Le philologue Benjamin Thorpe explique que « Grimm déclare que le mot embla, emla, signifie une femme occupée, dérive de amr, ambr, aml, ambl : travail assidu ». Il rapproche également ce mythe de celui de « Mashya et Mashyana, les noms avestiques du premier homme et de la première femme, qui sont également formés à partir de noms d'arbres ».

## Attestations

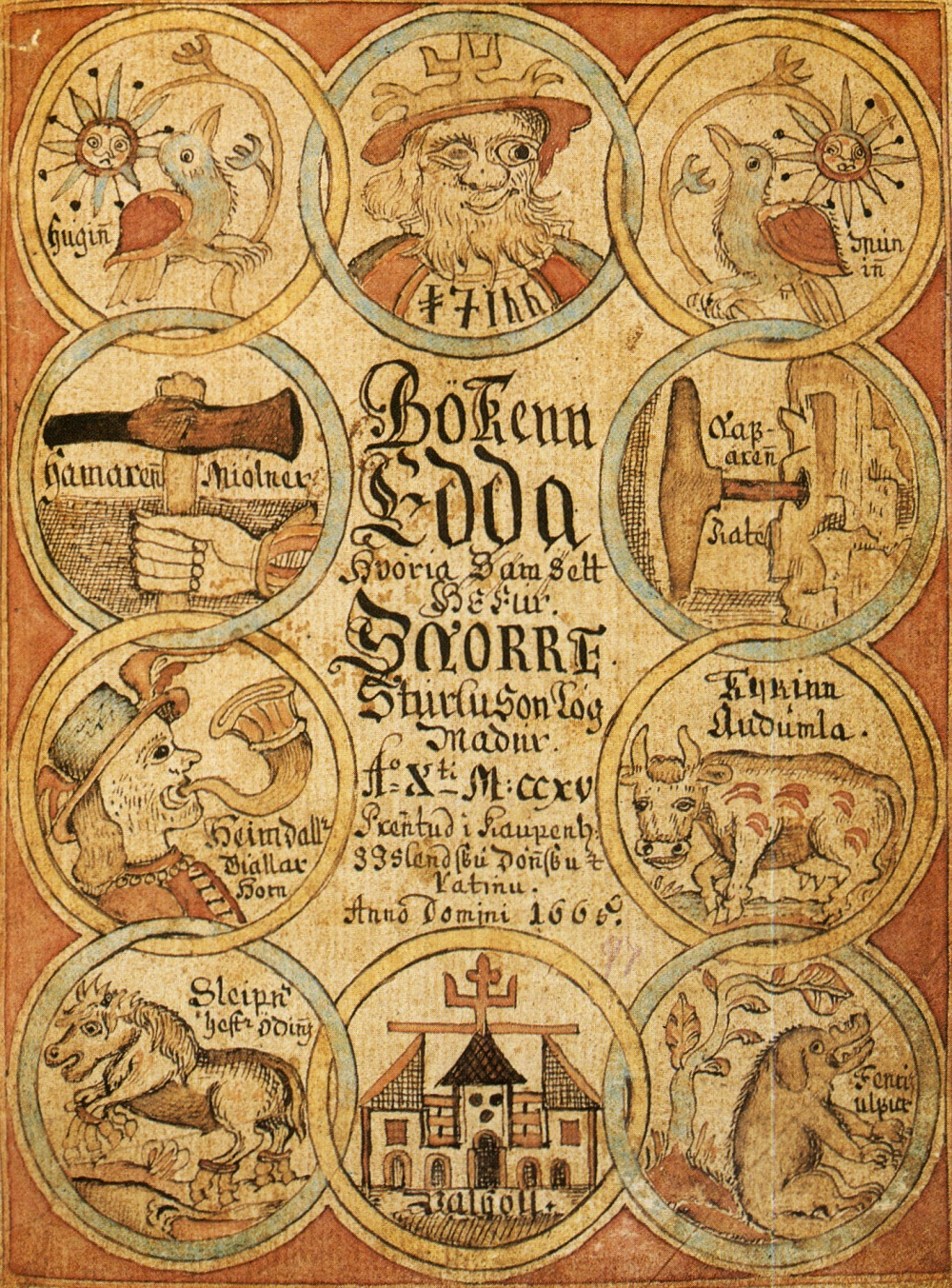
Couverture d'un manuscrit de l’Edda de Snorri illustré par Ólafur Brynjúlfsson (1760).
Copenhague, Bibliothèque royale.

Dans la dix-septième stance du poème de l’Edda poétique, Völuspá, la völva le récitant déclare que Hœnir, Lódur et Odin trouvent un jour Ask et Embla sur Terre. La völva ajoute que les deux sont capables de très peu de chose et manquent d’ørlög, si bien que les trois dieux décident de leur offrir trois présents.
| « Ǫnd þau né átto, óð þau né hǫfðo, lá né læti né lito góða. Ǫnd gaf Óðinn, óð gaf Hœnir, lá gaf Lóðurr ok lito góða. »— Version en vieux norrois. |  |  | « Ils n'avaient pas d'esprit, ils n'avaient pas de sens, De sang ni de son, ni de saines couleurs, Odhinn leur donna l'esprit, Hoenir leur donna le sens, Loedhir donna le sang et les saines couleurs. » — Traduction de Régis Boyer. |

La signification de ces présents est un sujet de désaccord scientifique et les traductions peuvent ainsi varier.
Selon le neuvième chapitre du livre de l’Edda en prose, la Gylfaginning, les trois frères Vili, Vé et Odin sont les créateurs des premiers humains. Lors d'une balade le long d'une plage, les trois frères trouvent deux arbres. Ils en récupèrent le bois et à partir de celui-ci, ils créent les premiers êtres humains : Ask et Embla. L'un des trois leur offre le souffle de vie, le second leur donne le mouvement et l'intelligence et le troisième leur donne une forme, la parole, l'ouïe et la vue. Ensuite, les trois dieux leur donnent des vêtements et des noms. Ask et Embla deviennent les ancêtres de toute l'humanité et s'installent dans le murs de Midgard.

## Théories

### Arbre et imaginaire scandinave
Régis Boyer pointe la parenté entre Ask, le premier homme, et l’arbre cosmique Yggdrasill, qui dans certaines sources est un frêne, askr (d’autres en font un if) : il voit dans cet arbre qui « symbolise et rassemble donc la vie, toute vie », une caractéristique de l’imaginaire des Scandinaves.

### Origines indo-européennes

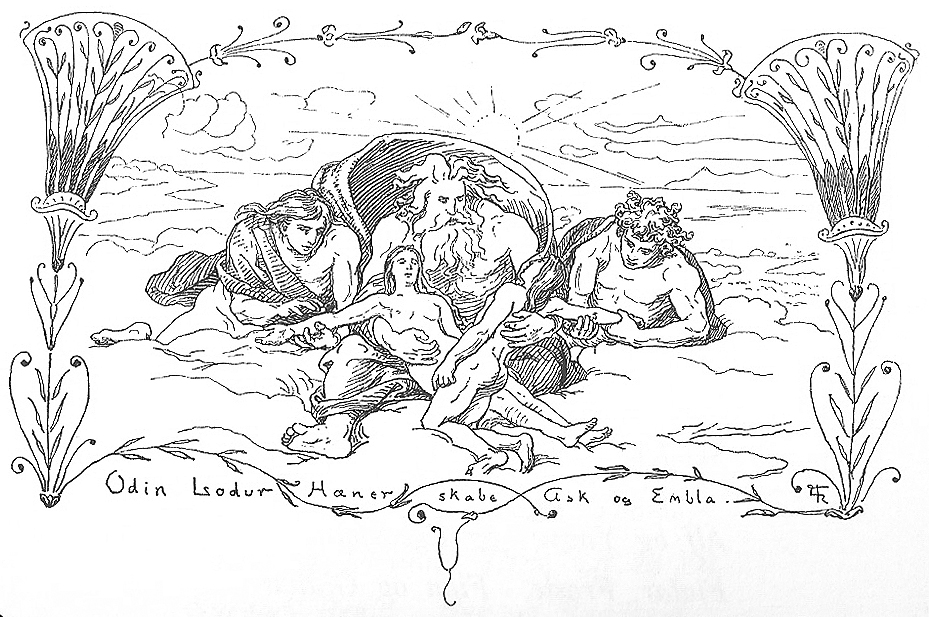
Hœnir, Lóðurr et Odin créent Ask et Embla, par Lorenz Frølich (1895).

Jean Haudry trouve dans la légende d'Ask et Embla le reflet de la conception indo-européenne de l'origine végétale des hommes. Dans cette conception, l'homme n'est pas créé, mais procréé.
Rudolf Simek partant de l'étymologie rapproche le terme embla de celui de « plante grimpante ». Dans les sociétés indo-européennes, il existe une analogie entre l'allumage du feu et les rapports sexuels. Des plantes grimpantes, comme la liane, sont utilisées comme bois inflammable, et sont placées sous un tas de bois plus durs, résultant en un feu efficace et durable. D'autres preuves de l'allumage rituel du feu en Scandinavie se trouvent sur une pierre plate d'une tombe de l'Âge du bronze à Kivik en Suède.
Jaan Puhvel ajoute que « les mythes anciens regorgent de « premiers couples » triviaux tels qu'Adam et son sous-produit Ève. Dans la tradition indo-européenne ceux-ci vont des védiques Yama et Yamī, aux iraniques Mašya et Mašyānag, en passant par les islandais Askr et Embla, ayant pour matières premières préférées des arbres ou des roches, et pour faire bonne mesure, des dents de dragon ou autres substances osseuses les constituant ».
Dans son étude comparative sur l'évidence d'une origine de l'humanité à partir d'arbres dans la société indo-européenne, Anders Hultgård observe que « les mythes de l'origine de l'humanité à partir d'arbres ou de bois semblent être particulièrement liés aux peuples de l'Europe ancienne, de l'Indo-Europe ou aux peuples d'Asie mineure et d'Iran parlant l'indo-européen. En revanche, les cultures du Proche-Orient montrent presque exclusivement des histoires anthropogoniques qui tirent l'homme de l'argile, de la terre ou du sang par le biais d'un acte de création divine ».

### Potentiels analogues germaniques

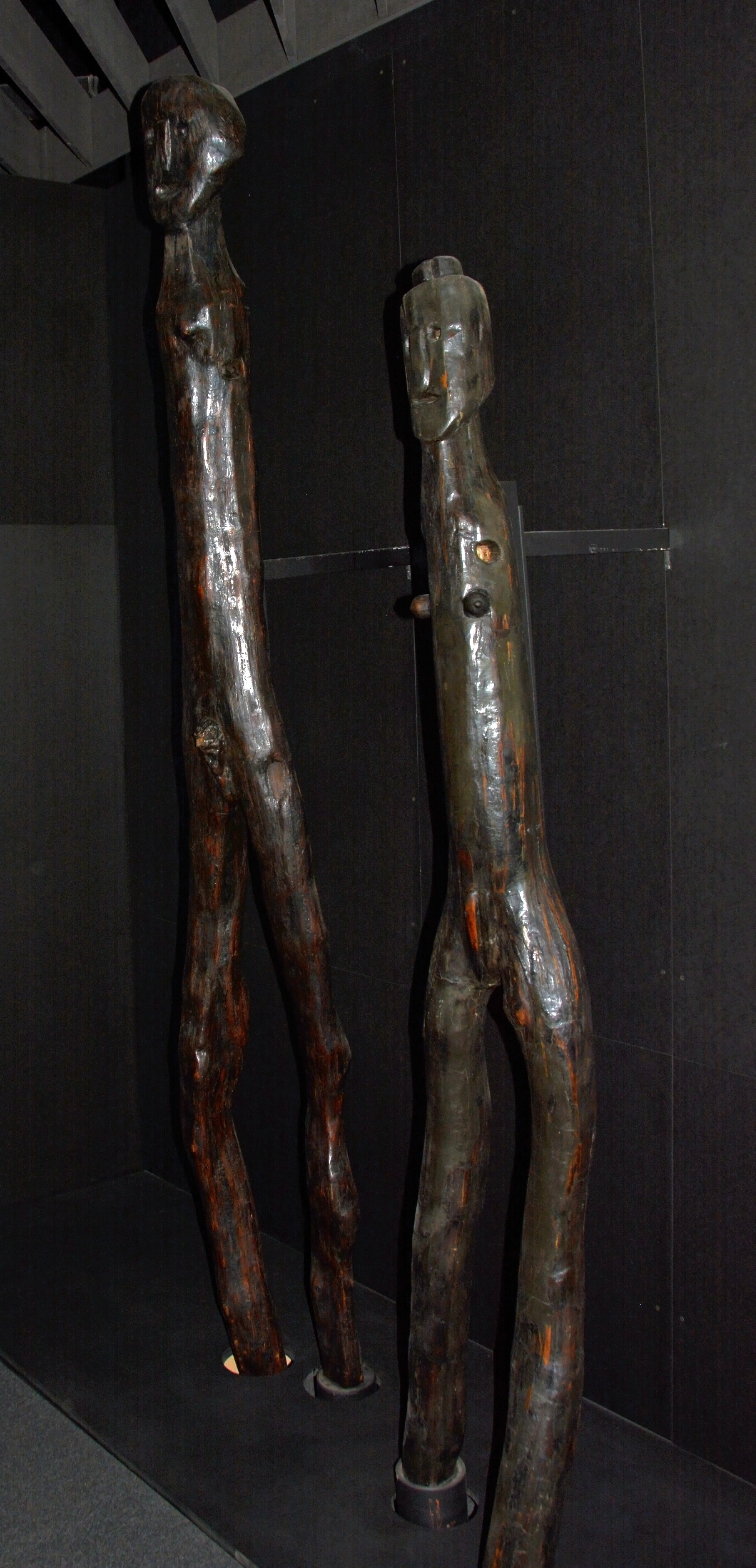
Les statues de Braak.

Deux statues en bois de taille un peu « supérieure à la taille humaine » sont découvertes dans une tourbière à Braak dans le duché de Schleswig en Allemagne. Elles représentent un homme et une femme nus. Hilda Ellis Davidson explique que ces deux statues peuvent être un « seigneur et une dame » des Vanes, un groupe de dieux nordiques, et qu'une « autre trace de ces divinités en bois peut avoir survécu par le biais de la création d'Ask et Embla, l'homme et la femme qui ont fondé l'humanité, créés par les dieux à partir d'arbres du bord de la mer ».
Un personnage nommé Œric (« frêne » en vieil anglais) apparaît comme étant le fils de Hengist dans la généalogie anglo-saxonne des rois de Kent. Cela a pour conséquence l'apparition de nombreuses théories selon lesquelles ces personnages pourraient avoir des origines dans la mythologie germanique pré-nordique.
D'autres liens sont proposés entre Ask et Embla et les rois vandales Assi et Ambri. Ces rapprochements sont attestés depuis le travail de Paul Diacre daté du VIIe siècle, Origo gentis Langobardorum. Dans cet ouvrage, les deux rois demandent à Godan (autre nom d'Odin) de leur accorder la victoire. Le nom « Ambri », comme Embla, semble dérivé de la racine Ambilō.

### La liste des nains
Une stanza précédant le récit de la création d'Ask et Embla dans la Völuspá présente une liste de nains et il est souvent considéré que la dixième stanza décrit la création de formes humaines à partir de la terre. Cela peut potentiellement signifier que les nains ont formé les humains, et que les trois dieux leur ont donné vie. La spécialiste de littérature médiévale Carolyne Larrington (en) pense que les humains sont métaphoriquement désignés comme des arbres dans les œuvres en norrois (comme l'expression « arbres de bijoux » pour désigner les femmes et « arbres de bataille » pour les hommes) en raison de l'origine de l'humanité provenant des arbres Ask et Embla.

## Influence moderne

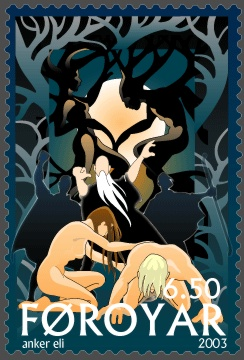
Le timbre de la poste féroïenne intitulé Les Premiers Êtres humains, représentant Ask et Embla.

Ask et Embla sont souvent le sujet de références dans la culture populaire ou de représentations artistiques. Une sculpture du couple, créée en 1948 par Stig Blomberg, se trouve au sud de la ville suédoise de Sölvesborg. Ils sont également présents sur deux des seize panneaux de bois créés par Dagfin Werenskiold et se trouvant à l'hôtel de ville d'Oslo en Norvège. En 2003, les îles Féroé sortent une série de dix timbres sur la mythologie nordique d'après l'artiste Anker Eli Petersen et l'un d'entre eux, intitulé Les Premiers Êtres humains, représente Ask et Embla avec Odin en arrière-plan. Le jeu vidéo sur téléphone mobile sorti en 2017, Fire Emblem Heroes, fait s'affronter deux nations ennemies : le royaume d'Askr et l'empire d'Embla, fondées par des divinités du même nom, en référence aux deux personnages de la mythologie nordique.